# Eocaiman
Eocaiman è un genere di rettili estinti, appartenenti agli alligatoridi. Visse tra il Paleocene inferiore e l'Eocene medio (circa 64 - 45 milioni di anni fa) e i suoi resti fossili sono stati ritrovati in Sudamerica.

## Descrizione
Questo animale doveva essere molto simile a un caimano attuale, e come i rappresentanti attuali del genere Caiman era caratterizzato da una cresta trasversale tra le orbite e una cresta longitudinale sul lacrimale. Le orbite erano grandi, e la parte anteriore dell'osso palatino era simile a un rettangolo irregolare. Le fosse pterigoidi erano corte e larghe, e le ossa pterigoidi particolarmente corte. Le narici interne erano più vicine al margine anteriore che al margine posteriore degli pterigoidi. Lo spleniale non faceva parte della sinfisi mandibolare. Eocaiman era caratterizzato inoltre dal grande sviluppo del quarto dente mascellare, particolarmente robusto.

## Classificazione
Il genere Eocaiman venne descritto per la prima volta da George Gaylord Simpson nel 1933, sulla base di resti fossili ritrovati in Argentina in terreni dell'Eocene inferiore-medio, nei pressi del lago Colhué Huapí; la specie tipo è Eocaiman cavernensis, ma a questo genere sono state attribuite anche due specie più antiche: una (E. paleocenicus) proviene da terreni del Paleocene inferiore della Patagonia, l'altra (E. itaboraiensis) proviene dal Paleocene superiore del Brasile. A questo genere sono stati ascritti con qualche dubbio anche resti provenienti dal Miocene della Colombia. 
Eocaiman è un antico rappresentante della sottofamiglia Caimaninae, e come i rappresentanti attuali di questo gruppo viveva negli ambienti dulciacquicoli del Sudamerica. Alcuni studiosi in passato lo hanno avvicinato al genere Allognathosuchus a causa della posizione delle narici interne e per la forma della regione anteriore del muso, ma è probabile che i suoi più stretti parenti fossero Necrosuchus e l'attuale Caiman.